# Ekvivalenspunkt
Ekvivalenspunkten, eller den stökiometriska punkten, för en kemisk reaktion är den punkt där lika mängder av reaktanter har blandats.

## Ekvivalenspunkt
Ekvivalenspunkten vid en så kallad syrabastitrering är den punkt där neutralisering av en syra eller bas har skett. Vid exempelvis titrering av en syra, där syrans koncentration är okänd, överförs syran till dess korresponderande bas. Punkten där mängden tillsatt syra är exakt lika med mängden bas som det fanns från början kallas för ekvivalenspunkten. Om det inte råder jämvikt har all syra neutraliserats till dess korresponderande bas vid ekvivalenspunkten. Vid titrering av en flerprotonig syra finns flera ekvivalenspunkter. Ekvivalenspunkten ligger vid de snabba förändringarna av pH-värde i en titrerkurva. 

## pH vid ekvivalenspunkt
Vid titrering av starka syror eller baser är pH-värdet alltid 7 vid ekvivalenspunkten. Detta beror på att den korresponderande basen är svag vilket gör att titrerreaktionen förskjuts och pH-värdet för ekvivalenspunkten blir sju. Vid titrering av svaga baser kommer pH-värdet vara under sju och vid titrering av svaga syror kommer pH-värdet vara över sju. Om det exempelvis är en svag bas som ammoniak som ska titreras med en stark syra som till exempel saltsyra blir titrerreaktionen reversibel. Detta eftersom den korresponderande syran kan avge vätejoner vilket leder till att pH-värdet vid ekvivalenspunkten blir under sju. Om det är en svag syra, exempelvis ättiksyra, som ska titreras med en stark bas som till exempel natriumhydroxid blir titrerreaktionen reversibel. Den inställda jämvikten ger ett överskott på hydroxidjoner och hydroxidjonerna ger ett pH-värde över sju. 

## Referenslista
1. ↑  ”Ekvivalenspunkten”. Naturvetenskap.org. https://naturvetenskap.se/titrering/ekvivalenspunkten/. Läst 29 maj 2023.
2. ↑  ”Titrering av svaga syror/baser”. Naturvetenskap.org. https://naturvetenskap.se/kemi/gymnasiekemi/analytisk-kemi/titrering/titrering-av-svaga-syror-baser/. Läst 29 maj 2023.